# Lepturonota
Lepturonota es un género de escarabajos longicornios de la subfamilia Lamiinae. Fue descrito por Stephan von Breuning en 1953.

## Especies
- Lepturonota inconspicua (Montrouzier, 1861)
- Lepturonota lifuana (Montrouzier, 1861)
- Lepturonota loyaltiana Breuning, 1953
- Lepturonota modesta (Montrouzier, 1861)
- Lepturonota tristis (Montrouzier, 1861)